# Колледж Христа (Абердин)
Ко́лледж Христа́ (англ. Christ's College) — один из трёх колледжей в Шотландии, основанных Свободной церковью Шотландии для обучения священнослужителей, после раскола 1843 года. Другими двумя колледжами были Новый колледж в Эдинбурге и колледж Троицы в Глазго.
После воссоединения Церкви в 1929 году Колледж Христа стал колледжем церкви Шотландии и был включен в состав Абердинского университета. В настоящее время колледж располагается в кампусе Королевского колледжа Абердинского университета, в районе Олд-Абердин города Абердин. Бывшие здания колледжа в западной части Абердина больше не используются ни церковью, ни университетом.
Церковь Шотландии по-прежнему утверждает кандидатов на должность магистра Колледжа Христа. В настоящее время магистром является преподобный профессор Джон Свинтон, который сменил на этом посту Яна Дика (англ. Ian Dick), пастора приходской церкви Феррихилла. Свинтон стал первым приходским священником, назначенным на этот пост.
В основном колледж выступает в качестве базы Школы богословия, истории и философии Абердинского университета. Основная роль Колледжа Христа заключается в надзоре за подготовкой и формированием кандидатов в священнослужители для Церкви Шотландии. Колледж тесно сотрудничает с факультетом богословия Абердинского университета с целью обеспечения академической подготовки кандидатов, финансирует лекции по практическому богословию, организовывает заочные лекции и семинары и проводит ежегодную общую лекцию в начале каждого учебного года. Кроме того, в колледже имеется богатая библиотека теологической литературы, которой пользуются все студенты университета. Колледж вносит свой вклад в духовную жизнь университета, организуя еженедельное богослужение на кафедре в течение каждого академического семестра. Колледж управляет стипендией Ламсдена и Сакса, присуждаемой наиболее выдающимся выпускникам Абердинского университета в области богословия и религиоведения.